# Леши, Равеса
Равеса Леши (алб. Ravesa Lleshi; род. 1 июня 1976) — албанский дипломат и специалист в области международного права, Постоянный представитель Албании при Отделении ООН и других международных организациях в Женеве.

## Биография
Родилась 1 июня 1976 года. Изучала международное и европейское право в Тилбургском университете. В течение нескольких лет была главным редактором журнала «Tilburg Law Review», издаваемого её альма-матер. В 2003–2013 годах работала редактором в голландском издательстве Wolf Legal Publishers. В 2010—2014 годах читала лекции в албанском филиале Нью-Йоркского университета в Тиране, одновременно была также консультантом в местном Институте экономического и юридического консалтинга.
В сентябре 2013 года стала советником министра иностранных дел по международным организациям, международному праву и политике безопасности. Занимала эту должность до февраля 2016 года, после чего стала временным поверенным в делах Постоянного представительства Албании при Организации по безопасности и сотрудничеству в Европе и международных организациях в Вене.
В апреле 2018 года получила пост постоянного представителя Албании при Отделении ООН и других международных организациях в Женеве. В её обязанности, помимо прочего, входит взаимодействие со Всемирной организацией интеллектуальной собственности. Так, в 2019 году Леши вручила Генеральному директору этой международной организации Фрэнсису Гарри документ о присоединении Албании к Лиссабонскому соглашению об охране наименований мест происхождения и их международной регистрации.
Свободно говорит на английском и голландском языках.